# Hrabstwo Kyburga
Hrabstwo Kyburga – hrabstwo wchodzące w skład Świętego Cesarstwa Rzymskiego, istniejące w średniowieczu na terenach obecnej północnej Szwajcarii.

Państwa feudalne na ziemiach obecnej Szwajcarii w XIII w., terytorium hrabstwa Kyburga w 1200 w kolorze żółtym, nabytki do 1264 – żółte pasy

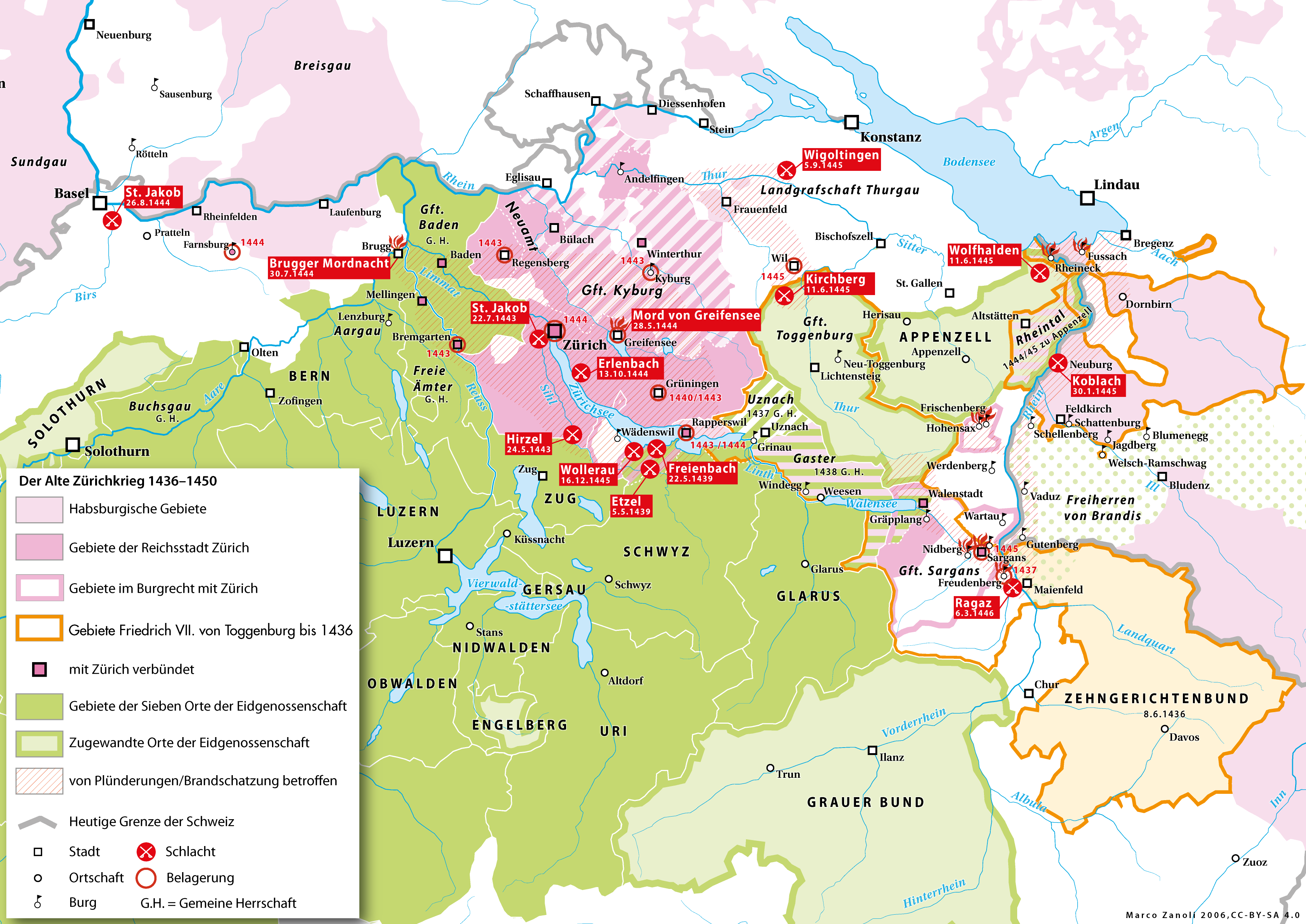
Ziemie szwajcarskie podczas wojny domowej w połowie XV w., terytorium hrabstwa Kyburga jako zależne od Zurycha (różowe pasy)

## Historia
Nazwa hrabstwa pochodzi od zamku Kyburg, który po raz pierwszy jest wzmiankowany pod datą 1027. W połowie XI w. trafił w ręce rodu hrabiowskiego z Dillingen. Pod datą 1096 spotykamy pierwszą wzmiankę o tytułowaniu się jego właścicieli hrabiami Kyburga. W 1180 dobra zostały podzielone pomiędzy dwie linie rodu: szwabską z Dillingen i kyburską. W 1218 hrabiowie Kyburga znacznie powiększyli swoje ziemie uczestnicząc z podziale dziedzictwa po książętach Zähringen (m.in. uzyskali miasta Burgdorf, Thun i Fryburg). To znacznie poszerzyło ich strefę wpływów i pozwoliło im zakładać klasztory i miasta (m.in. Diessenhofen, Winterthur, Zug, Baden, Frauenfeld, Aarau). 
Ród hrabiów Kyburga wygasł w 1264 i hrabstwo przypadło Habsburgom. Przed wyborem na króla Niemiec w 1273 często przebywał tu Rudolf I Habsburg, którego matka pochodziła z rodu hrabiów Kyburga. Z czasem hrabstwo znalazło się na uboczu władztwa Habsburgów i od drugiej połowy XIV w. było przedmiotem zastawów. W 1419 wygasła kyburska linia Habsburgów. W 1424 hrabstwo jako zastaw przejęło miasto Zurych. Podczas wojny domowej sprzymierzony z Habsburgami Zurych w 1442 zwrócił im większość hrabstwa, jednak już w 1452 ponownie rejon został zastawiony na rzecz miasta i odtąd stanowiło przez wieki główny element dóbr ziemskich Zurychu. Jednak tytułem hrabiów Kyburga posługiwali się cesarze z rodu Habsburgów aż do 1918.